# Denkendorf (Bade-Wurtemberg)
Pour les articles homonymes, voir Denkendorf.
Denkendorf est une commune d'Allemagne, dans le land de Bade-Wurtemberg. Elle fait partie de l'arrondissement d'Esslingen.

## Jumelage
- Meximieux (France) depuis 1986, dans le département de l'Ain (région Auvergne-Rhône-Alpes)[1].